# Браше, Оскар Рудольфович
О́скар Рудо́льфович Браше (нем. Oskar Wilhelm Brasche; 1865—1954) — вейсенштейнский городской голова, член IV Государственной думы от Эстляндской губернии.

## Биография
Родился 11 (23) февраля 1865 года. Сын аптекаря, потомственный почётный гражданин. Домовладелец города Вейсенштейна.
Окончив пять классов Ревельской дворянской гимназии, поступил на службу в аптеку своего отца в Вейсенштейне, затем работал в аптеках в Нарвы и Санкт-Петербурга. В 1887—1891 годах учился на фармацевтическом отделении медицинского факультета Дерптского университета. В то время фармакология и ее преподавание были в Дерпте на очень высоком уровне, выдающиеся ученые Эдуард Коберт и Иоганн Георг Драгендорф вели активную деятельность в своей области; фармацевтическая пропедевтика и фармакогнозия были добавлены в учебную программу в качестве новых предметов. Драгендорф первым стал читать лекции по судебной химии. Университетский курс Браше окончил со званием магистра фармации. За работу «О применении спектроскопии при судебно-химических исследованиях» Браше не только получил степень магистра 4 февраля 1891 года, но в 1896 году был удостоен золотой Суворовской медали. В 1893 году он приобрёл аптеку своего отца и тем самым продолжил семейную традицию. Он также продолжил другое дело своего отца, который был одним из основателей библиотеки в 1858 году; в течение 35 лет он руководил ею. До 1908 года библиотека получала поддержку от города, затем расходы стали слишком высокими, и обслуживание было взято на себя местным Немецким обществом. В 1906 году в библиотеке было 1903 книги, из них 364 на эстонском языке.
С 1897 года избирался гласным Вейсенштейнской городской думы, а с 1901 года — городским головой. Кроме того, состоял заведующим городской библиотекой (с 1893), председателем сиротского суда (с 1901), а также председателем Эстляндского фармацевтического общества в Ревеле (1911—1918). В 1905 году учредил «Общество для сохранения древностей Вейсенштейнского уезда» и музей при этом обществе. В 1899—1912 годах издавал газету «Вейсенштейнский указатель».
В 1912 году был избран членом Государственной думы от Эстляндской губернии. Входил во фракцию октябристов, после её раскола — в группу земцев-октябристов. Состоял членом комиссий: по городским делам, по рыболовству, по народному здравию, по вероисповедным вопросам и по направлению законодательных предположений. Занимался подготовкой законопроекта об аптеках.
После Февральской революции был отстранен от должности городского головы из-за немецкого происхождения. Опасаясь расправы, уехал к родственнику в Перновский уезд Лифляндской губернии. В 1918 году вернулся в Вейсенштейн с германскими оккупационными войсками, был назначен бургомистром.
После капитуляции Германии в ноябре 1918 года, покинул Эстонию с германскими войсками и обосновался в Баварии. Служил управляющим лесным хозяйством в Фрауенау. В 1926 году побывал в Эстонии, чтобы распродать оставшееся имущество. Затем жил в городе Нойендеттельзау, владел аптекарской лавкой. Написал историю рода Браше в Эстляндии.
Скончался в 1954 году.

## Семья
В июле 1894 года женился на Елене Крыловой. У них было трое детей:
- Вернер (1897—1948), дантист.
- Георг (1900—1901)
- Луиза Ренате (1907 — после 2000), в 1927 году вышла замуж  за пастора Карла Мюллера, 12 лет прожила в Бразилии, вместе с двумя дочками. В 2000 году жила у своей дочери в Штутгарте.

## Сочинения
- О применении спектроскопии для различия цветовых реакций ядов в интересе судебной химии. — Санкт-Петербург, 1891.
- Geschichte der Familie Brasche in Estland, 1787—1940. — Neuendettelsau, 1940.